# Nàng tiên cá (phim 1989)
Nàng tiên cá là bộ phim hoạt hình nhạc kịch tưởng tượng năm 1989 của Hoa Kỳ do Walt Disney Feature Animation sản xuất và Walt Disney Pictures phát hành. Dựa trên câu chuyện cổ tích Đan Mạch cùng tên của nhà văn Hans Christian Andersen, Nàng tiên cá kể về một nàng tiên cá xinh đẹp luôn ao ước được trở thành người. Kịch bản, đạo diễn và sản xuất bởi Ron Clements và John Musker, cùng với phần âm nhạc của Alan Menken và Howard Ashman (người đồng thời là nhà đồng sản xuất), bộ phim có sự tham gia lồng tiếng của Jodi Benson, Christopher Daniel Barnes, Pat Carroll, Samuel E. Wright, Jason Marin, Kenneth Mars, Buddy Hackett, và Rene Auberjonois.
Là bộ phim thứ 28 trong series Walt Disney Animated Classics, Nàng tiên cá được phát hành tại các rạp vào ngày 17 tháng 11 năm 1989 và nhận được phần lớn phản hồi tích cực, thu về 84 triệu USD doanh thu phòng vé trong lần ra rạp đầu tiên, và tổng cộng 211 triệu USD qua tất cả các lần phát hành.
Sau thành công của phim Who Framed Roger Rabbit năm 1988 do Disney/Amblin sản xuất, Nàng tiên cá được coi là tác phẩm đã mang lại một luồng sinh khí mới cho nghệ thuật hoạt hình chiếu rạp của Disney sau một loạt các phim thất bại cả về doanh thu và chuyên môn của Disney kể từ đầu thập niên 1970. Nó cũng đánh dấu sự khởi đầu của một kỷ nguyên được gọi là Thời kì Phục hưng của Disney.
Một vở nhạc kịch sân khấu chuyển thể từ bộ phim, do Doug Wright viết kịch bản và Alan Menken cùng một nhà viết lời bài hát khác, Glenn Slater sáng tác thêm một số ca khúc mới, bắt đầu công chiếu ở Denver vào tháng 7 năm 2007 và biểu diễn tại Broadway vào ngày 10 tháng 1 năm 2008.

## Nội dung
Ariel, một nàng tiên cá 16 tuổi, con gái vua thủy tề Triton, chán cuộc sống nơi biển khơi, mơ ước cuộc sống của con người trên đất liền. Ariel thường cùng cá Flouder bạn mình thu thập những thứ đồ của con người và đưa cho hải âu Scuttle, người cung cấp thông tin về tập quán của con người và hiểu biết về tập quán đó thì rất nực cười. Bất chấp lời cảnh báo của cha mình và nhạc trưởng của triều đình, cua Sebastian rằng mối quan hệ giữa người cá và con người là điều nghiêm cấm, Ariel vẫn muốn được trở thành một phần của thế giới bên trên, cô đã thu thập đầy một hang bí mật toàn đồ dùng của con người mà cô tìm thấy. Trong khi đó, Sebastian, người đã lãnh trách nhiệm không để cô lên bề mặt nước nữa, cố thuyết phục Ariel rằng tốt hơn hết cô nên sống ở biển khơi.
Một đêm, Ariel đã cùng Flouder lên trên mặt biển để xem bữa tiệc mừng sinh nhật hoàng tử Eric có đôi mắt hút hồn, và Ariel đã phải lòng hoàng tử. Đột nhiên một cơn bão ập đến, tất cả mọi người trên thuyền đều nhảy xuống chèo xuồng vào bờ, trừ Eric vẫn đang đi tìm chú chó Max của mình. Anh cứu được Max nhưng suýt chết đuối, may thay Ariel đã kịp thời cứu được anh và đưa vào bờ. Cô hát cho anh nghe và Eric đã thấy một hình ảnh mờ ảo khi đang nửa tỉnh nửa mơ. Ariel lặn xuống biển khi Max đến chỗ Eric. Eric bị ấn tượng mạnh bởi giọng hát của Ariel, anh thề mình sẽ đi tìm cô gái có giọng hát đó và Ariel cũng quyết tìm cách được lên mặt đất. Vua Triton phát hiện ra con gái đã phải lòng người đất liền. Ông tức giận phá hang bí mật của Ariel. Sau khi Triton đi khỏi, tay sai của mụ phù thủy Ursula đến dụ dỗ cô đi gặp mụ. Nàng tới gặp mụ phù thủy và trao đổi giọng ca tuyệt vời lấy lọ thuốc thần giúp nàng mọc chân. Nhưng để trở thành một con người thực thụ, Ariel phải có nụ hôn với tình yêu chân thành của hoàng tử Eric. Nếu sau thời hạn đã định, nàng không thực hiện được giao kèo, nàng sẽ phải làm nô lệ cho Ursula mãi mãi. Nhưng công chúa người cá Ariel tội nghiệp đâu biết rằng đằng sau cam kết đó Ursula còn có một âm mưu to lớn hơn và cũng đen tối hơn liên quan đến vua Triton.
Sau khi đã có đôi chân của con người trên mặt đất, nàng tiên cá Ariel liền lập tức đến gặp hoàng tử Eric. Vì đã mất giọng hát nên chàng chỉ coi nàng như em gái của mình. Nhưng rồi Ariel cũng dần dần chiếm được tình cảm của hoàng tử và họ đã bắt đầu yêu nhau. Khi hai người chuẩn bị hôn nhau, mụ phù thủy cho tay chân đến cắt ngang và nụ hôn đổ bể. Thấy rằng cứ để chuyện như thế thì không xong, Ursula biến mình thành một cô gái xinh đẹp, lấy giọng hát tuyệt vời của Ariel rồi lập tức lên mặt đất. Hoàng tử Eric bị trúng phép thuật ở chiếc vòng cổ của mụ nên đã tưởng cô gái giả dạng là người yêu của mình, lập tức tổ chức đám cưới.
Được sự giúp đỡ của chú hải âu đã kêu gọi những muốn thú ngăn chặn đám cưới đang diễn ra, chiêc vòng cổ của mụ Ursula đã bị đứt, và Ariel đã lấy được giọng hát của mình. Nhưng đã muộn, nàng đã qua thời hạn ở trên mặt đất của mình dù đã giành được tình cảm của hoàng tử. Mụ phù thủy độc ác liền hiện nguyên hình và đưa nàng xuống biển, bất ngờ gặp vua Triton. Nhưng do nàng tiên cá đã cam kết nên chỉ vua mới có thể thay đổi chữ ký của mình cho con gái. Lập tức, ông trở thành nô lệ của Ursula. Mụ đã có cây đinh ba của Triton nên mạnh hơn rất nhiều. Eric thấy vậy bèn xuống thuyền, tự tay lái mũi thuyền đâm thẳng hướng mụ Ursula đứng khiến mụ mất mạng.
Vua Triton khi thấy được rằng Ariel thực sự yêu Eric và chính hoàng tử cũng cứu ông thoát nạn, ông liền dùng đinh ba biến con gái mình thành người đất liền. Ariel và Eric cuối cùng cũng trao được nụ hôn cho nhau. Hai người tổ chức đám cưới với sự góp mặt của cả người cá và người đất liền.

## Diễn viên lồng tiếng
- Công chúa Ariel, do Jodi Benson lồng tiếng:

Vào thời điểm được chọn vào vai diễn, công việc chủ yếu của Benson lúc đó là một nữ diễn viên sân khấu kịch. Cô được chọn lồng tiếng cho Ariel bởi các đạo diễn cho rằng "có được cùng một người vừa lồng tiếng cho lời thoại vừa thể hiện các ca khúc là rất cần thiết". Đồng đạo diễn Ron Clements từng nói rằng giọng của Benson có một "sự ngọt ngào" và "trẻ trung" rất đặc trưng.
Benson cũng là người lồng tiếng cho Vanessa, bạn chí cốt của Ursula nhưng là con người.
- Hoàng tử Eric, do Christopher Daniel Barnes lồng tiếng
- Ursula, là phù thủy biển thuộc loài cecaelia (nửa người nửa bạch tuộc) đã biến Ariel thành con người và lấy giọng hát của cô, do Pat Carroll lồng tiếng
- Sebastian, do Samuel E. Wright lồng tiếng
- Flounder, do Jason Marin lồng tiếng
- Vua Triton, do Kenneth Mars lồng tiếng.
- Scuttle, do Buddy Hackett lồng tiếng.
- Grimsby, do Ben Wright lồng tiếng.
- Flotsam và Jetsam, do Paddi Edwards lồng tiếng
- Carlotta, người hầu trong lâu đài của hoàng tử Eric, do Edie McClurg lồng tiếng
- Các chị của Ariel, do Kimmy Robertson và Caroline Vasicek lồng tiếng.
- Harold, một con cá ngựa, do Will Ryan lồng tiếng
- Max, một con chó chăn cừu, hiệu ứng âm thanh của Frank Welker
- Đầu bếp Louis, do Rene Auberjonois lồng tiếng

Ngoài ra, Mark Hamill, Tim Curry và Hamilton Camp đảm nhiệm một số vai lồng tiếng phụ trong phân cảnh mở đầu của phim.

## Phản hồi

### Doanh thu phòng vé
Trong giai đoạn đầu phát triển bộ phim Nàng tiên cá, Jeffrey Katzenberg từng nhắc nhở Ron Clements, John Musker và nhóm sản xuất rằng bởi đây là một "phim con gái", nó có thể sẽ thu về ít lợi nhuận hơn so với Oliver & Company, vốn đã là phim hoạt hình có doanh thu cao nhất của Disney trong suốt một thập kỷ nay. Tuy nhiên, tới khi phim gần hoàn thành, Katzenberg lại tin tưởng rằng Nàng tiên cá sẽ là một cú hích lớn, là phim hoạt hình chiếu rạp đầu tiên thu về trên 100 triệu USD và trở thành một "bom tấn".
Trong lần phát hành đầu tiên tại các rạp năm 1989, Nàng tiên cá thu về 84.355.863 USD doanh thu phòng vé tại Bắc Mỹ, hơi thấp hơn so với kỳ vọng của Katzenberg nhưng cao hơn Oliver tới 64%. Nàng tiên cá được phát hành lại tại các rạp vào ngày 14 tháng 11 năm 1997, cùng ngày với Anastasia, một phim hoạt hình chiếu rạp khác của Don Bluth sản xuất với hãng Fox Animation Studios. Lần phát hành này mang về thêm 27.187.616 USD lợi nhuận nữa cho hãng. Phim cũng thu được 99,8 triệu USD doanh thu ngoài Hoa Kỳ và Canada giữa hai lần phát hành trên, nâng tổng doanh thu toàn cầu của phim lên mức 211 triệu USD.

### Phản hồi chuyên môn
Nàng tiên cá nhận được đánh giá tích cực, và theo trang Rotten Tomatoes, bộ phim nhận được 90% ý kiến tán thành dựa trên 52 bài phê bình kể từ lần phát hành năm 1989.
Roger Ebert, một cây bút viết cho tạp chí Chicago Sun-Times, tỏ ra hào hứng với bộ phim và cho rằng, "Nàng tiên cá là một tác phẩm hoạt hình hư cấu thú vị và mới mẻ—một bộ phim vô cùng sáng tạo và vui tươi đến mức nó xứng đáng xếp ngang với những bộ phim hay nhất của Disney trong quá khứ." Ebert cũng có phần bình luận tích cực về nhân vật Ariel, viết rằng, "... Ariel là một nhân vật nữ hoàn toàn chân thực, một người có suy nghĩ và hành động độc lập, thậm chí nổi loạn, thay vì đi đi lại lại một cách thu động trong khi để số phận tự định đoạt bản thân mình." Các phóng viên của tờ TV Guide cũng có một bài bình luận tích cực, ca ngợi việc bộ phim quay trở lại với phong cách nhạc kịch Disney truyền thống đồng thời giành lời khen cho phần hoạt hình của tác phẩm. Tuy vậy, họ cũng cho rằng một trong những điểm trừ của phim là một số yếu tố hài hước hơi "thanh thiếu niên" và hình ảnh đôi mắt của các nhân vật người trông không thực tế. Mặc dù vẫn đánh giá cao tác phẩm, nhưng họ cho rằng bộ phim "chưa thể so sánh với những tác phẩm kinh điển của Disney (vốn thu hút được cả người lớn và trẻ em như nhau)." Còn tạp chí Variety ca ngợi dàn diễn viên, đặc biệt là Ursula, và các hình ảnh hoạt hình của phim, cho rằng phần hoạt hình "tỏ ra rất đầy đặn và linh động, được tô đậm thêm bằng việc sử dụng bóng đổ và ánh sáng hợp lý trong khi các yếu tố như lửa, mặt trời và nước làm các nhân vật trở nên nổi bật hơn." Tạp chí cũng ca ngợi phần cộng tác âm nhạc giữa Howard Ashman và Alan Menken. rằng "những ca khúc của họ thường bắt đầu một cách chậm rãi nhưng được xây dựng rất tài tình và mãnh liệt." Todd Gilchrist của tạp chí IGN có bài bình luận tích cực về bộ phim, nói rằng đó "là một thành tựu gần như hoàn hảo." Gilchrist cũng ca ngợi bộ phim đã khôi phục lại được sự quan tâm của người xem với thể loại hoạt hình, khi được phát hành vào thời điểm thể loại này đang tạm lắng. Hal Hinson của báo The Washington Post đánh giá bộ phim ở mức trung bình, gọi đó "giống như một tác phẩm chuyển thể không mấy lôi cuốn từ câu chuyện kinh điển của nhà văn Hans Christian Andersen." Hinson cho rằng bộ phim chỉ ở mức trung bình kể cả trong những trường đoạn cao trào nhất. Ông cũng viết rằng mặc dù bộ phim không có điểm yếu hay sai sót nào, nhưng các em nhỏ sẽ khó nhìn thấy điểm gì nổi bật ở Ariel và rằng các nhân vật có vẻ khá đơn điệu. Hinson kết thúc bài phê bình của mình bằng lời nhận xét rằng đây là một bộ phim "hoàn thiện nhưng ít hấp dẫn,, Nàng tiên cá có đủ những gì cần để làm hài lòng mọi em nhỏ. Nhưng những gì còn thiếu ở đây chính là một phép màu."